# Финкель, Борис Аркадьевич
Бори́с Арка́дьевич Фи́нкель (укр. Борис Аркадійович Финкель; род. 2 февраля 1968, Черновцы, УССР, СССР) — украинский футболист, нападающий. В прошлом игрок национальной сборной Украины. Большую часть карьеры провел в «Буковине» (Черновцы), также выступал за «Днепр» (Днепропетровск) и «Ниву» (Винница). Является одним из рекордсменов черновицкой «Буковины» по количеству забитых голов в украинский период (на протяжении 24-х лет был лучшим по этому показателю, пока в сентябре 2023 года его не превзошел Василий Палагнюк), также по сей день является самым результативным игроком «буковинцев» в высшем дивизионе Украины.

## Биография

### Клубная карьера
В футбол начинал играть в 1986 году в черновицкой «Буковине» во второй союзной лиге. Затем буковинский футболист ушел в армию и выступал за команду «Звезда» (Бердичев). Поиграл Борис и за команду «Заря» (Бельцы) и «Галичина» (Дрогобыч).
В 1992 в составе «Буковины» дебютировал в Высшей лиге Украины. Финкель является лучшим бомбардиром «Буковины» в чемпионате Украины, сезон 1992/93 (7 голов) и 1993/94 (12 голов). В сезоне 1994/95 играл за днепропетровский «Днепр», провёл 29 игр и забил 9 мячей в чемпионате — став лучшим бомбардиром. В том же сезоне вместе с командой дошел до финальной стадии национального кубка, где в серии послематчевых пенальти не реализовал свой удар и команда потерпела поражение от донецкого «Шахтёра».
В 1995 году вновь вернулся в «Буковину» и снова стал лучшим бомбардиром «Буковины» в чемпионате Украины (20 голов). В сезоне 1997/98 играл за винницкую «Ниву». Став лучшим бомбардиром «Нивы» в чемпионате Украины (17 голов). Потом снова оказался в «Буковине». Последний сезон в чемпионате Украины провёл за «Черкассы», где тоже был на ведущих ролях.

#### В сборной
За сборную Украины сыграл 4 матча, забил 1 гол. Дебютировал 26 августа 1994 года в товарищеском матче со сборной ОАЭ (1:1). На 90-й минуте матча забил гол.
Свой последний матч за сборную Украины провёл 13 сентября 1994 года против сборной Южной Кореи (0:2). В перерыве матча заменил Андрея Гусина.

### Дальнейшая жизнь
В начале 2000-х вместе с семьей отправился в Германию и проживает там по сей день. С начала был игроком, а потом и играющим тренером в командах низших лиг: «Утценхофен», «Амберг», «Гербершоф», «Урсензоллен». Также пробовал себя и в роли футбольного судьи.

## Статистика выступлений

### Клубная
Чемпионат / Кубок
| Сезон       | Клуб                | Матчи  | Голы   |
| ----------- | ------------------- | ------ | ------ |
| 1986        | Буковина            | 14     | 0      |
| 1988        | Заря (Бельцы)       | 9      | 0      |
| 1990        | Буковина            | 11     | 2      |
| 1991        | Галичина (Дрогобыч) | 12     | 3      |
| 1992        | Буковина            | 17 / 4 | 2 / 0  |
| 1992/93     | Буковина            | 28 / 2 | 7 / 1  |
| 1993/94     | Буковина            | 33 / 3 | 12 / 1 |
| 1994/95     | Днепр (Дн)          | 29 / 8 | 9 / 2  |
| 1995/96     | Буковина            | 36     | 20     |
| 1996/97     | Буковина            | 34 / 1 | 11 / 0 |
| 1997/98     | Нива (Вн)           | 41 / 5 | 17 / 1 |
| 1998/99     | Нива (Вн)           | 18 / 2 | 5 / 1  |
| 1998/99     | Буковина            | 16     | 2      |
| 1999/00     | Черкассы            | 23 / 1 | 8 / 0  |
| 1986 − 2000 | Всего за карьеру    | 347    | 104    |

### Сборная
| Матчи в составе сборной Украины по футболу | Матчи в составе сборной Украины по футболу | Матчи в составе сборной Украины по футболу | Матчи в составе сборной Украины по футболу | Матчи в составе сборной Украины по футболу | Матчи в составе сборной Украины по футболу | Матчи в составе сборной Украины по футболу | Матчи в составе сборной Украины по футболу | Матчи в составе сборной Украины по футболу | Матчи в составе сборной Украины по футболу | Матчи в составе сборной Украины по футболу | Матчи в составе сборной Украины по футболу | Матчи в составе сборной Украины по футболу |
| N                                          | №                                          | Дата                                       | Место                                      | Турнир                                     | Соперник                                   | Счёт                                       | Голы                                       | Минуты                                     | Замены                                     | Наказания                                  | Клуб                                       | Примечание                                 |
| ------------------------------------------ | ------------------------------------------ | ------------------------------------------ | ------------------------------------------ | ------------------------------------------ | ------------------------------------------ | ------------------------------------------ | ------------------------------------------ | ------------------------------------------ | ------------------------------------------ | ------------------------------------------ | ------------------------------------------ | ------------------------------------------ |
| 1                                          | 14                                         | 26.08.1994                                 | Германия, Мюнхен, «Грюнвальдер»            | Товарищеский матч                          | ОАЭ                                        | 1 : 1                                      | 1                                          | 90                                         |                                            |                                            | «Днепр» (Днепропетровск)                   |                                            |
| 2                                          | 15                                         | 07.09.1994                                 | Украина, Киев, «Республиканский»           | Отборочный турнир чемпионата Европы 1996   | Литва                                      | 0 : 2                                      |                                            | 90                                         |                                            |                                            | «Днепр» (Днепропетровск)                   |                                            |
| 3                                          | 16                                         | 11.09.1994                                 | Республика Корея, Каннын, «Каннын Стэдиум» | Товарищеский матч                          | Республика Корея                           | 0 : 1                                      |                                            | 90                                         |                                            |                                            | «Днепр» (Днепропетровск)                   |                                            |
| 4                                          | 17                                         | 13.09.1994                                 | Республика Корея, Сеул, «Тондэмун Стэдиум» | Товарищеский матч                          | Республика Корея                           | 0 : 2                                      |                                            | 45                                         | 46'                                        |                                            | «Днепр» (Днепропетровск)                   |                                            |
| Итого:                                     | Итого:                                     | Итого:                                     | 4 игры; +0 =1 −3; голы 1:6 (−5)            | 4 игры; +0 =1 −3; голы 1:6 (−5)            | 4 игры; +0 =1 −3; голы 1:6 (−5)            | 4 игры; +0 =1 −3; голы 1:6 (−5)            | 1                                          | 315 мин.                                   | 315 мин.                                   |                                            |                                            |                                            |

## Достижения
«Буковина» (Черновцы)
- Победитель Второй лиги СССР (1): 1990
- Серебряный призёр Первой лиги Украины (1): 1995/96

«Днепр» (Днепропетровск)
- Финалист Кубка Украины (1): 1994/95
- Бронзовый призёр чемпионата Украины (1): 1994/95

ФК «Черкассы»
- Бронзовый призёр Первой лиги Украины (1): 1999/00